# Васильевка (Тюхтетский район)
Васильевка — село в Тюхтетском районе Красноярского края России. Входит в состав Новомитропольского сельсовета. Находится на левом берегу реки Таёжный Тюхтет, примерно в 12 км к востоку от районного центра, села Тюхтет, на высоте 213 метров над уровнем моря.

## Население
| 2010 |
| ---- |
| 150  |

Гендерный состав
По данным Всероссийской переписи населения 2010 года 83 мужчины и 67 женщин из 150 чел.

## Улицы
Уличная сеть села состоит из одной улицы (ул. Еланьская).